# Plymouth, Utah
Plymouth är en kommun (town) i Box Elder County i Utah. Vid 2020 års folkräkning hade Plymouth 427 invånare.